# 原任乡
原任乡是中国陕西省渭南市蒲城县下辖的一个乡。

## 行政区划
原任乡下辖以下行政区：
原东村、彦王村、姚吴村、富王村、庄子村、赵家村、周家村、魏村、原西村、史家村、程家村、范家村、柯村、原村